# کوئنتین اسمیت
کوئنتین پرسیفور اسمیت (انگلیسی: Quentin Persifor Smith; ۲۷ اوت ۱۹۵۲ – ۱۲ نوامبر ۲۰۲۰) نویسنده، فیلسوف، و استاد دانشگاه اهل ایالات متحده آمریکا بود. او در فلسفه فضا و زمان، فلسفه زبان، فلسفه فیزیک و فلسفه دین فعالیت می‌کرد.